# Вітрильний спорт на літніх Олімпійських іграх 2024
Змагання з вітрильного спорту на літніх Олімпійських іграх 2024 у Парижі тривали з 28 липня до 8 серпня в Марсельській затоці.

## Країни-учасниці
У змаганнях беруть участь спортсмени 65 НОК.
- Алжир (ALG) (1)
- Ангола (ANG) (3)
- Антигуа і Барбуда (ANT) (1)
- Аргентина (ARG) (7)
- Аруба (ARU) (2)
- Австралія (AUS) (12)
- Австрія (AUT) (9)
- Бельгія (BEL) (8)
- Бермуди (BER) (1)
- Бразилія (BRA) (12)
- Британські Віргінські Острови (IVB) (1)
- Канада (CAN) (6)
- Кайманові Острови (CAY) (1)
- Чилі (CHI) (2)
- Китай (CHN) (13)
- Колумбія (COL) (1)
- Хорватія (CRO) (6)
- Кіпр (CYP) (4)
- Чехія (CZE) (3)
- Данія (DEN) (9)
- Єгипет (EGY) (2)
- Сальвадор (ESA) (1)
- Естонія (EST) (2)
- Фіджі (FIJ) (2)
- Фінляндія (FIN) (4)
- Франція (FRA) (14) господарі
- Німеччина (GER) (14)
- Велика Британія (GBR) (14)
- Греція (GRE) (4)
- Гватемала (GUA) (1)
- Гонконг (HKG) (5)
- Угорщина (HUN) (2)
- Індія (IND) (2)
- Ірландія (IRL) (4)
- Ізраїль (ISR) (8)
- Італія (ITA) (12)
- Японія (JPN) (7)
- Кувейт (KUW) (1)
- Литва (LTU) (2)
- Малайзія (MAS) (2)
- Маврикій (MRI) (2)
- Мексика (MEX) (2)
- Чорногорія (MNE) (1)
- Мозамбік (MOZ) (1)
- Нідерланди (NED) (11)
- Нова Зеландія (NZL) (12)
- Норвегія (NOR) (5)
- Перу (PER) (3)
- Польща (POL) (10)
- Португалія (POR) (4)
- Пуерто-Рико (PUR) (1)
- Румунія (ROU) (1)
- Сент-Люсія (LCA) (1)
- Самоа (SAM) (2)
- Сінгапур (SGP) (2)
- Словаччина (SVK) (1)
- Словенія (SLO) (6)
- Південна Корея (KOR) (1)
- Іспанія (ESP) (13)
- Швеція (SWE) (8)
- Швейцарія (SUI) (7)
- Таїланд (THA) (4)
- Туреччина (TUR) (8)
- США (USA) (13)
- Уругвай (URU) (3)

## Розклад змагань
| ПЕ | Попередні етапи | МГ | Медальна гонка (перші 10 з подвійними очками) |

| Дисципліна ↓ / Дата → | Нед 28 | Пон 29 | Вів 30 | Сер 31 | Чет 1 | П'ят 2 | Суб 3 | Нед 4 | Пон 5 | Вів 6 | Сер 7 | Чет 8 |
| --------------------- | ------ | ------ | ------ | ------ | ----- | ------ | ----- | ----- | ----- | ----- | ----- | ----- |
| Чоловічі класи        |        |        |        |        |       |        |       |       |       |       |       |       |
| IQFoil                | ПЕ     | ПЕ     | ПЕ     |        | ПЕ    | МГ     |       |       |       |       |       |       |
| Формула Кайт          |        |        |        |        |       |        |       | ПЕ    | ПЕ    | ПЕ    | ПЕ    | МГ    |
| ILCA 7                |        |        |        |        | ПЕ    | ПЕ     | ПЕ    | ПЕ    | ПЕ    | МГ    |       |       |
| 49er                  | ПЕ     | ПЕ     | ПЕ     | ПЕ     | МГ    |        |       |       |       |       |       |       |
| Жіночі класи          |        |        |        |        |       |        |       |       |       |       |       |       |
| IQFoil                | ПЕ     | ПЕ     | ПЕ     |        | ПЕ    | МГ     |       |       |       |       |       |       |
| Формула Кайт          |        |        |        |        |       |        |       | ПЕ    | ПЕ    | ПЕ    | ПЕ    | МГ    |
| ILCA 6                |        |        |        |        | ПЕ    | ПЕ     | ПЕ    | ПЕ    | ПЕ    | МГ    |       |       |
| 49er FX               | ПЕ     | ПЕ     | ПЕ     | ПЕ     | МГ    |        |       |       |       |       |       |       |
| Змішані класи         |        |        |        |        |       |        |       |       |       |       |       |       |
| 470                   |        |        |        |        |       | ПЕ     | ПЕ    | ПЕ    | ПЕ    | ПЕ    | МГ    |       |
| Накра 17              |        |        |        |        |       |        | ПЕ    | ПЕ    | ПЕ    | ПЕ    | МГ    |       |

## Медальний залік

### Таблиця медалей
*   Країна-господарка (Франція)
| Місце                | NOC                  | Золото | Срібло | Бронза | Загалом |
| -------------------- | -------------------- | ------ | ------ | ------ | ------- |
| 1                    | Нідерланди           | 2      | 0      | 1      | 3       |
| 2                    | Італія               | 2      | 0      | 0      | 2       |
| 3                    | Ізраїль              | 1      | 1      | 0      | 2       |
| 3                    | Австралія            | 1      | 1      | 0      | 2       |
| 5                    | Іспанія              | 1      | 0      | 0      | 1       |
| 5                    | Австрія              | 1      | 0      | 0      | 1       |
| 7                    | Нова Зеландія        | 0      | 1      | 1      | 2       |
| 7                    | Швеція               | 0      | 1      | 1      | 2       |
| 9                    | Аргентина            | 0      | 1      | 0      | 1       |
| 9                    | Данія                | 0      | 1      | 0      | 1       |
| 9                    | Кіпр                 | 0      | 1      | 0      | 1       |
| 9                    | Японія               | 0      | 1      | 0      | 1       |
| 13                   | Велика Британія      | 0      | 0      | 1      | 1       |
| 13                   | Норвегія             | 0      | 0      | 1      | 1       |
| 13                   | Перу                 | 0      | 0      | 1      | 1       |
| 13                   | США                  | 0      | 0      | 1      | 1       |
| 13                   | Франція              | 0      | 0      | 1      | 1       |
| Загалом (17 збірних) | Загалом (17 збірних) | 8      | 8      | 8      | 24      |

### Чоловіки
| Дисципліна   | Золото                                     | Срібло                                               | Бронза                            |
| ------------ | ------------------------------------------ | ---------------------------------------------------- | --------------------------------- |
| IQFoil       | Том Реувені · Ізраїль                      | Ґрае Морріс · Австралія                              | Люк ван Опзеланд · Нідерланди     |
| Formula Kite |                                            |                                                      |                                   |
| ILCA 7       | Метью Верн · Австралія                     | Павлос Контідес · Кіпр                               | Стефано Песк'єра · Перу           |
| 49er         | Іспанія (ESP) Дієго Ботін Флоріан Тріттель | Нова Зеландія (NZL) Ісаак Мак-Гарді Вільям Мак-Кензі | США (USA) Ієн Берроуз Ганс Генкен |

### Жінки
| Дисципліна   | Золото                                        | Срібло                                    | Бронза                                 |
| ------------ | --------------------------------------------- | ----------------------------------------- | -------------------------------------- |
| IQFoil       | Марта Маггетті · Італія                       | Шарон Кантор · Ізраїль                    | Емма Вілсон · Велика Британія          |
| Formula Kite |                                               |                                           |                                        |
| ILCA 6       | Маріт Боувместер · Нідерланди                 | Анн-Марі Ріндом · Данія                   | Ліне Флем Гест · Норвегія              |
| 49erFX       | Нідерланди (NED) Оділе ван Анголт Аннетт Дойц | Швеція (SWE) Вільма Бобек Ребекка Нетцлер | Франція (FRA) Сара Стюарт Шарлін Пікон |

### Змішані дисципліни
| Дисципліна | Золото                                   | Срібло                                        | Бронза                                          |
| ---------- | ---------------------------------------- | --------------------------------------------- | ----------------------------------------------- |
| 470        | Австрія (AUT) Лара Вадлау Лукас Мер      | Японія (JPN) Кейдзю Окада Міхо Йосіока        | Швеція (SWE) Антон Дальберг Ловіса Карлссон     |
| Накра 17   | Італія (ITA) Руджеро Тіта Катеріна Банті | Аргентина (ARG) Матео Махдалані Еухенія Боско | Нова Зеландія (NZL) Міка Вілкінсон Еріка Довсон |